# 1943
| 1943                                                         |
| ------------------------------------------------------------ |
| Dødsfald - Fødsler                                           |
| • Begivenheder • Film • Litteratur • Musik • Politik • Sport |

| Gregoriansk kalender | 1943 MCMXLIII           |
| Ab urbe condita      | 2696                    |
| Armensk kalender     | 1392 ԹՎ ՌՅՂԲ            |
| Kinesiske kalender   | 4639 – 4640 壬午 – 癸未 |
| Etiopisk kalender    | 1935 – 1936             |
| Jødisk kalender      | 5703 – 5704             |
| Hindukalendere       |                         |
| - Vikram Samvat      | 1998 – 1999             |
| - Shaka Samvat       | 1865 – 1866             |
| - Kali Yuga          | 5044 – 5045             |
| Iransk kalender      | 1321 – 1322             |
| Islamisk kalender    | 1362 – 1363             |

Konge i Danmark: Christian 10. 1912-1947
Se også 1943 (tal)

## Begivenheder

### Januar
- 2. januar – Tyske tropper påbegynder tilbagetrækningen fra Kaukasus.
- 15. januar – Pentagon, verdens største kontorbygning i Washington, DC USA, færdiggøres
- 24. januar - Advokat Ingeborg Hansen bliver den første kvinde, der procederer i Højesteret
- 31. januar - Slaget ved Stalingrad: De store tyske styrker ved Østfronten i Rusland (6. armé under generalfeltmarskal Friedrich Paulus) kapitulerer efter et halvt års blodige kampe

### Februar
- 2. februar – de sidste tyske tropper ved Stalingrad overgiver sig til russerne
- 6. februar - den tyske rigsbefuldmægtigede Werner Best bliver forestillet for Kronprins Frederik i overværelse af stats- og udenrigsminister Erik Scavenius
- 9. februar - arbejdstiden i våbenindustrien i USA sættes til minimum 48 timer om ugen
- 22. februar – Hans Scholl, Sophie Scholl og Christoph Probst henrettes i München efter at have spredt antinazistiske løbesedler på Ludwig-Maximilians universität

### Marts
- 10. marts – første vellykkede våbennedkastning i Jylland
- 16. marts - Slaget om Atlanterhavet kulminerer med, at tyske ubåde sænker 27 handelsskibe
- 20. marts - Montgomerys ottende armé bryder gennem Mareth-linjen i Tunis
- 22. marts - et par militærbarakker ved Langelandsgades Kaserne i Århus bliver sprængt i luften

### April
- 19. april - Tyske besættelsestropper rykker ind i den jødiske ghetto i Polens hovedstad Warszawa for at foretage en ”udrensningsaktion mod de tilbageværende jøder”, men de møder uventet hård modstand

### Maj
- 1. maj - grundet WWII indføres der rationering på mad i USA
- 1. maj - tyske flyvere bomber og synker SS Erinpura. 799 mister livet
- 15. maj - Komintern opløses på foranledning af Josef Stalin
- 16. maj - den jødiske opstand i Warszawas ghetto ophører
- 16. maj - RAF angriber tyske dæmninger ved Möhnesee og Edersee
- 22. maj - den tyske admiral Karl Dönitz indstiller ubådsoperationer i Nordatlanten
- 28. maj - under en ildkamp i det gamle glasværk i Ole Rømersgade i Århus dræbes den unge sabotør Willy Schmidt
- 30. maj – Dronning Alexandrines Bro mellem Sjælland og Møn indvies. Den faste forbindelse mellem Bogø og Møn indvies

### Juni
- 10. juni - Kuglepennen patenteres i USA af Laszlo Biro
- 11. juni - Himmler beordrer alle jødiske ghettoer i Polen ødelagt
- 12. juni - Tyske nazister likviderer 1.180 jøder i Berezjany i Ukraine som et led i holocaust
- 29. juni - amerikansk tropper går i land på New Guinea

### Juli
- 5. juli – Panserslaget ved Kursk indledes. Den 13. juli er slaget afgjort til russernes fordel.
- 10. juli – Sicilien erobres af de allierede
- 11. juli - i det der betegnes som historiens største slag mellem tanks - slår russerne tyskerne i slaget om Prokhorovka
- 19. juli - for første gang bomber allierede fly Italiens hovedstad Rom
- 23. juli - RAF indleder operation Gomorrah; En total-bomning af Hamborg, der først slutter 3. august og koster 42.600 mennesker livet
- 25. juli – Italiens leder, Benito Mussolini, blev arresteret og sat i husarrest på ordre af den italienske konge. Italien får herefter aftalt en våbenhvile med amerikanerne, hvilket gør at tyskerne ophæver alliancen med italienerne. Overalt i Sydeuropa foretager tyske styrker, massevis af henrettelser af italienske tropper

### August
- 5. august - britiske tropper rykker ind i Catania på Sicilien
- 12. august - tyskerne forlader Sicilien
- 16. august - befolkningen i Odense følger eksemplet fra Esbjerg og går i folkestrejke
- 24. august - Forum på Frederiksberg sprænges i luften i en sabotageaktion gennemført af modstandsgruppen Holger Danske
- 24. august - de voldsomme uroligheder i Odense, der er startet 17. august, slutter, da arbejdet i byen bliver genoptaget. Den tyske kommandant i Odense har måttet give betydelige indrømmelser, men for sent, da urolighederne har spredt sig til en række andre byer
- 25. august - Italiens premierminister Benito Mussolini træder tilbage og bliver arresteret
- 28. august - som følge af folkeopstande i flere byer stiller tyskerne den danske regering krav om indførelse af blandt andet forbud mod strejker og forsamling i offentlighed, censur og dødsstraf for sabotage
- 29. august - i en fælles koordineret indsats, lykkedes det den danske flåde at sende 13 af sine skibe til Sverige og sænke 30 andre ved Holmen. Dette for at undgå, at de skulle kunne benyttes af den tyske besættelsesmagt
- 29. august – Danmark erklæres i undtagelsestilstand og tyskerne afsætter regeringen
- (Slutningen af august) – danskerne er utilfredse med regeringens fredsaftaler med Tyskland, og Augustoprøret starter med demonstrationer og strejker rundt omkring i landet

### September
- 9. september – Italien angribes for første gang på fastlandet af de allierede; Briterne går i land ved Taranto og amerikanerne ved Salerno
- 10. september - bombe mod Samsøgades Skole i Århus. Skolen er overtaget af tyskerne
- 11. september - tyskerne indtager Rom
- 12. september – via Operation Gran Sasso raid, får SS-Hauptsturmführer Otto Skorzeny atter befriet Mussolini, og Hitler indsætter ham igen som leder af det nordlige Italien
- 17. september - det engelske Royal Air Force fly Halifax BB309 med polsk besætning bliver ramt af skud og styrter ned i byen Slaglille ved Sorø. Besætningen på fem og fem personer i et hus på jorden omkommer.[1]
- 23. september - under beskyttelse af den tyske hær grundlægges den fascitiske lydstat Salò-republikken i det nordlige Italien under ledelse af Benito Mussolini
- 23. september - i Auschwitz indledes eksperimentel gasning af jøder

### Oktober
- 1.-2. oktober – jagten på de danske jøder indledes. Størstedelen, ca. 7.000 er blevet varskoet om det og slipper væk til Sverige, men ca. 500 bliver fanget og deporteret til Theresienstadt, hvor ca. 50 omkommer
- 1. oktober - De allierede rykker ind i Napoli
- 1. oktober - Den Grafiske Højskole i København bliver indviet.
- 3. oktober – første V-2 raketter sendes mod London fra Peenemünde
- 4. oktober - 2. verdenskrig: Amerikanske styrker erobrer Salomonøerne
- 8. oktober - Fabrikken Siemens Elektricitet A/S på Blegdamsvej i København saboteres
- 13. oktober - Italien erklærer krig mod sin tidligere partner Tyskland
- 14. oktober - Hareskov Kuranstalt bliver saboteret, da det var planen, at det skulle huse tyske soldater
- 19. oktober - Streptomycin, som er det første antibiotiske middel mod tuberkulose, bliver isoleret af forskere på Rutgers University i New Jersey, USA
- 22. oktober - Filippinerne erklærer sig uafhængig
- 27. oktober - den tyske øverstbefalende, general von Hanneken, flytter sit hovedkvarter fra København til Silkeborg.

### November
- 18. november - Massive engelske bombeangreb på Berlin.
- 22. november – Franklin D. Roosevelt, Winston Churchill og Chiang Kai-Shek mødes for at diskutere, hvorledes Japan kan besejres.
- 28. november – Franklin D. Roosevelt, Winston Churchill og Stalin mødes i Teheran og diskuterer bl.a. planer for invasion af Vesteuropa og Sydfrankrig

### December
- 4. december - Marskal Tito overtager styret i det jugoslaviske kongedømme og ændrer det til en kommunistisk republik.
- 13. december - Halifax BB378 med danskeren Flemming Muus om bord, bliver skudt ned omkring Bonderup. Alle overlever[2]
- 24. december - Præsident Franklin Delano Roosevelt udnævner den hidtidige skrivebordsgeneral Dwight D. Eisenhower til Commander-in-Chief af invasionen i Europa, "Operation Overlord"
- 26. december – Scharnhorst sænkes af britiske styrker

## Født

### Januar
- 5. januar – Henning Jensen, dansk skuespiller.
- 11. januar – Karsten Vogel, saxofonist i Burnin Red Ivanhoe – studievært i DR.
- 18. januar – Paul Freeman, engelsk skuespiller.
- 24. januar – Sharon Tate, amerikansk skuespillerinde (død 1969) - myrdet.
- 27. januar – Lars Engberg, tidligere overborgmester i Københavns Kommune (død 2017).

### Februar
- 3. februar – Lars Barfod, dansk pyrotekniker.
- 3. februar – Blythe Danner, amerikansk skuespillerinde.
- 5. februar – Michael Mann, amerikansk filminstruktør.
- 9. februar – Joe Pesci, amerikansk skuespiller.
- 9. februar – Joseph Stiglitz, amerikansk økonom.
- 20. februar – Mike Leigh, engelsk filminstruktør.
- 25. februar – George Harrison, engelsk musiker (død 2001).

### Marts
- 8. marts – Lynn Redgrave, engelsk-amerikansk skuespillerinde (død 2010).
- 15. marts – David Cronenberg, canadisk filminstruktør.
- 19. marts – Mario Monti, italiensk politiker.
- 20. marts – Lone Kellermann, dansk sangerinde og skuespillerinde (død 2005).
- 22. marts – Ulrik Federspiel, tidl. departementschef, ambassadør og direktør for udenrigsministeriet.
- 29. marts – John Mayor, britisk premierminister.
- 29. marts – Hanne Passer, dansk tegner og kunstner (død 2007).
- 29. marts – Eric Idle, engelsk skuespiller og komiker.
- 31. marts – Christopher Walken, amerikansk skuespiller.

### April
- 2. april – Troels Kløvedal, dansk forfatter (død 2018).
- 17. april – Tommy Nutter, britisk skrædder (død 1992).
- 22. april – Christian Kjær, dansk jurist og finansmand.
- 22. april – Louise Glück, amerikansk digter og nobelprismodtager (død 2023).

### Maj
- 5. maj – Michael Palin, engelsk skuespiller og komiker.
- 8. maj – Waage Sandø, dansk skuespiller
- 13. maj – Kurt Trampedach, dansk billedkunstner (død 2013).
- 13. maj – Mary Wells, amerikansk soulsanger, kendt for hittet "My Guy" (død 1992).
- 14. maj – Kristian Ebbensgaard, regionsrådsformand i Region Sjælland og tidligere amtsborgmester i Roskilde Amt.
- 22. maj - Betty Williams, nordirsk fredsforkæmper (død 2020)
- 24. maj – Svend Auken, dansk politiker og minister (død 2009).

### Juni
- 7. juni – Ann-Britt Mathisen, dansk speaker, programmedarbejder og studievært (død 2006).
- 7. juni – Ole Rendbæk, dansk direktør og erhvervsleder (død (2003).
- 11. juni − Hans Peter Jensen, dansk kemiker og rektor for Danmarks Tekniske Universitet 1986−2001.
- 13. juni – Malcolm McDowell, engelsk skuespiller.
- 14. juni − Niels Boserup, dansk journalist og erhvervsleder (død 2021).
- 15. juni – Poul Nyrup Rasmussen, tidligere dansk statsminister.
- 15. juni – Johnny Hallyday, fransk rocksanger og skuespiller.
- 19. juni – Peter Belli, dansk sanger (død 2023).
- 22. juni – Klaus Maria Brandauer, østrigsk skuespiller.
- 24. juni – Finn Ejnar Madsen, dansk psykolog og oprører (død 2004).
- 25. juni – Carly Simon, amerikansk sangerinde og sangskriver.
- 29. juni – Little Eva, amerikansk sanger (død 2003).

### Juli
- 3. juli – Kurtwood Smith, amerikansk skuespiller.
- 5. juli – Jørgen Poulsen, tidl. generalsekretær i dansk Røde Kors.
- 10. juli – Arthur Ashe, amerikansk tennisspiller (død 1993).
- 26. juli – Mick Jagger, engelsk rockmusiker.
- 30. juli – Giovanni Goria, italiensk politiker (død 1994).

### August
- 3. august – Prinsesse Christina, fru Magnuson, svensk prinsesse.
- 11. august – Pervez Musharraf, Pakistans statsoverhoved (død 2023).
- 17. august – Robert de Niro, amerikansk skuespiller.
- 26. august – Torben Krogh, dansk journalist, forfatter og chefredaktør (død 2007).
- 29. august – Arthur B. McDonald, canadisk astrofysiker.

### September
- 6. september – Roger Waters, engelsk rockmusiker.
- 21. september – Jerry Bruckheimer, amerikansk filmproducer.
- 29. september – Lech Wałęsa, polsk præsident.

### Oktober
- 1. oktober – Jean-Jacques Annaud, fransk filminstruktør.
- 8. oktober – Chevy Chase, amerikansk komiker.
- 15. oktober – Penny Marshall, amerikansk skuespillerinde og filminstruktør (død 2018).
- 22. oktober – Catherine Deneuve, fransk skuespillerinde.
- 29. oktober – Helle Hertz, dansk skuespillerinde.

### November
- 7. november - Joni Mitchell, canadisk musiker.
- 12. november - Wallace Shawn, amerikansk skuespiller.
- 23. november - Kristen Touborg, dansk politiker (død 2017) - dræbt i en trafikulykke.
- 28. november - Randy Newman, amerikansk sanger.
- 30. november - Terrence Malick, amerikansk filminstruktør.

### December
- 4. december - Gitte Haslebo, dansk forsker, forfatter og erhvervspsykolog.
- 6. december – Johnny Hallyday, fransk rocksanger og skuespiller (død 2017)
- 8. december – Jim Morrison, amerikansk sanger (død 1971).
- 11. december – John Kerry, amerikansk politiker.
- 18. december – Keith Richards, guitarist hos The Rolling Stones.
- 23. december – Harry Shearer, amerikansk skuespiller (The Simpsons).
- 31. december – John Denver, amerikansk sanger og skuespiller (død 1997).
- 31. december – Pete Quaife, britisk rockmusiker (The Kinks) (død 2010).
- 31. december – Ben Kingsley, engelsk skuespiller.

## Dødsfald

### Januar
- 4. januar – Kate Price, irskfødt amerikansk skuespillerinde (født 1872).
- 5. januar – Albert Helsengreen, dansk skuespiller og teaterdirektør (født 1854).
- 5. januar – George Washington Carver, amerikansk agronom (født 1864).
- 7. januar - Nikola Tesla, serbisk-amerikansk opfinder (født 1856).
- 15. januar – Eric Knight, amerikansk forfatter (født 1897).
- 19. januar – Reinhold Hansen, dansk direktør og stifter (født 1889).
- 21. januar - Aimo Cajander, finsk statsminister (født 1879).
- 22. januar – Axel Møller, dansk arkitekt (født 1862).
- 28. januar – Clara Nebelong, dansk skuespiller (født 1881).
- 31. januar – Agis Winding, dansk skuespiller (født 1875).

### Februar
- 1. februar - H.C.V. Møller, dansk ingeniør, havnebygmester og -direktør (født 1854).
- 11. februar – Bess Houdini, hustru, scenepartner til Harry Houdini (født 1876).
- 23. februar – Thomas Madsen-Mygdal, dansk politiker og tidl. statsminister (født 1876).
- 25. februar – Christian Rimestad, dansk forfatter og kritiker (født 1878).

### Marts
- marts – Gertrud Kolmar, tysk digter (født 1894).
- 5. marts – Louis Treumann, østrigsk tenor (født 1872).
- 9. marts – Nis Petersen, dansk forfatter (født 1897).
- 12. marts – Gustav Vigeland, norsk billedhugger (født 1869).
- 15. marts – Betty Nansen, dansk teaterchef, instruktør og skuespiller (født 1873).
- 19. marts – Frank Nitti, italiensk-født amerikansk gangster (født 1886).
- 26. marts – Marie Krogh, dansk fysiolog og læge (født 1874).
- 28. marts – Sergei Rachmaninoff, russisk komponist (født 1873).

### April
- 3. april – Conrad Veidt, tysk skuespiller (født 1893).
- 7. april – Alexandre Millerand, fransk præsident (født 1859).
- 9. april - Edvard Weie, dansk maler (født 1879).
- 18. april – Isoroku Yamamoto, japansk admiral (født 1884).
- 30. april – Mogens Clemmensen, dansk arkitekt og arkæolog (født 1885).
- 30. april – Otto Jespersen, dansk forfatter og sprogforsker (født 1860).
- 30. april – Beatrice Webb, engelsk socialist og socialreformator (født 1858).

### Maj
- 2. maj - Viktor Lutze, tysk politichef i Hannover og chef i SA fra 1934, omkom i en bilulykke (født 1890).
- 3. maj – Ingolf Elster Christensen, norsk jurist, officer, embedsmand og politiker (født 1872).
- 14. maj – Henri La Fontaine, belgisk jurist og modtager af Nobels fredspris (født 1854).
- 21. maj – Ivar Bentsen, dansk arkitekt (født 1876).
- 26. maj – Edsel Ford, amerikansk bilfabrikant (født 1893).

### Juni
- 1. juni – Leslie Howard, engelsk skuespiller (født 1893).
- 19. juni – Nicolai Hansen, dansk arkitekt (født 1867).
- 26. juni – Karl Landsteiner, østrigsk biolog, fysiker og nobelprismodtager (født 1868).
- 27. juni – Johan Hansen, dansk skibsreder, politiker og minister (født 1861).
- 27. juni – Knud Arne Petersen, dansk arkitekt og direktør (født 1862).
- 30. juni – Carlo Wieth, dansk skuespiller (født 1885).

### Juli
- 11. juli – Ludvig Holstein, dansk forfatter og filosof (født 1864).
- 12. juli – Francis Beckett, dansk kunsthistoriker (født 1868).
- 16. juli – Arthur Byron, amerikansk skuespiller (født 1872).
- 22. juli – Marcus Wallenberg, svensk finansmand (født 1864).

### August
- 6. august – Helene Strange, dansk forfatter (født 1874).
- 21. august – Henrik Pontoppidan, dansk forfatter (født 1857).
- 31. august – Carl Henrik Clemmensen, dansk redaktør (født 1901). – myrdet

### September
- 23. september – Elinor Glyn, engelsk forfatter (født 1864).
- 23. september - Ernst Trygger, svensk statsminister (født 1857).

### Oktober
- 2. oktober – Carlos Blanco Galindo, 32. Bolivias præsidenter (født 1882).
- 5. oktober – Ole Olsen, dansk direktør og grundlægger (født 1863).
- 9. oktober – Pieter Zeeman, hollandsk fysiker og nobelprismodtager (født 1865).
- 22. oktober – sir Dudley Pound, engelsk admiral (født 1877).
- 30. oktober – Henry Ussing, dansk forfatter og præst (født 1855).
- 30. oktober - Max Reinhardt, østrigsk instruktør (født 1873).

### November
- 7. november – Dwight Frye, amerikansk skuespiller (født 1899).
- 24. november – Chr. Joachim, dansk maler og keramiker (født 1870).
- 30. november – Holger-Madsen, dansk skuespiller, filminstruktør og manuskriptforfatter (født 1878).

### December
- 1. december – Nic. Blædel, dansk journalist og redaktør (født 1882).
- 2. december – Nordahl Grieg, norsk forfatter (født 1902).
- 15. december - Fats Waller, amerikansk jazzmusiker og -komponist (født 1904).
- 15. december – John Pratt, 4. markis af Camden, engelsk adelsmand (født 1872).
- 22. december – Beatrix Potter, engelsk forfatter (født 1866).

## Nobelprisen
- Fysik – Otto Stern
- Kemi – George de Hevesy
- Medicin – Henrik Dam, Edward Adelbert Doisy
- Litteratur – Ikke uddelt
- Fred – Ikke uddelt

## Film
- Alt for karrieren, dansk film.
- Det brændende spørgsmål, dansk film.
- Det ender med bryllup, dansk film.
- Drama på slottet, dansk film.
- Ebberød Bank, dansk film.
- En pige uden lige, dansk film.
- Erik Ejegods pilgrimsfærd, dansk film.
- Hans onsdagsveninde, dansk film.
- Jeg mødte en morder, dansk film.
- Kriminalassistent Bloch, dansk film.
- Mine kære koner, dansk film.
- Moster fra Mols, dansk film.
- Møllen, dansk film.
- Når man kun er ung, dansk film.
- Op med humøret, dansk film.
- Som du vil ha' mig, dansk film.
- Vredens dag, dansk film.

## Bøger
- Krigsflyver – Antoine de Saint-Exupéry
- Kun den stærke er fri – Ayn Rand